# عملیات زمستانی ارتش سرخ (۱۹۴۲–۱۹۴۱)
عملیات زمستانی ۱۹۴۲–۱۹۴۱ (انگلیسی: Winter campaign of 1941–1942) نبردی بود که از ۵ دسامبر ۱۹۴۱ تا ۷ مه ۱۹۴۲ درگرفت. نامی بود که توسط فرماندهی نظامی شوروی یا استاوکا به دوره‌ای که نشان دهنده آغاز عملیات تهاجمی استراتژیک مسکو بود (بیشتر به عنوان نبرد مسکو شناخته می‌شود).